# Körperbehinderung
Eine Körperbehinderung ist eine individuelle körperliche Behinderung eines Menschen, ein physiologisches Defizit oder Handicap.

## Begriffserklärung
Nach Christoph Leyendecker wird eine Person als körperbehindert bezeichnet, die infolge einer Schädigung des Stütz- und Bewegungsapparates, einer anderen organischen Schädigung oder einer chronischen Krankheit so in ihren Verhaltensmöglichkeiten beeinträchtigt ist, dass die Selbstverwirklichung in sozialer Interaktion erschwert ist (vgl. Leyendecker 2005).
Franz Schönberger unterscheidet zwei Aspekte oder Ebenen der Körperbehinderung:
1. Einen somatischen Aspekt (den Körper betreffend): „Körperbehinderung ist die Folge einer Schädigung der Stütz- und Bewegungsorgane“. Zu diesen Schädigungen gehören cerebrale Bewegungsstörungen wie Spina bifida, Muskeldystrophie die Infantile Zerebralparese (ICP) u. a., und des Weiteren auch körperliche Schädigungen wie Erkrankungen des Herz-Kreislauf-Systems, Epilepsie, Hämophilie, Multiple Sklerose.
2. Einen sozialen Aspekt: „Die Behinderung bestimmt sich nach jenen Verhaltensweisen, die von Mitgliedern der wichtigsten Bezugsgruppe des Geschädigten in der Regel erwartet werden“. Die Behinderung wird also nicht nur durch die Abweichung vom Idealbild, sondern auch durch die unmittelbare oder mittelbare Auswirkung dieser Abweichung auf das Verhalten ausgemacht.

Demgegenüber besagen neuere Sichtweisen und Erkenntnisse, dass eine Behinderung nicht durch individuelle Faktoren entsteht (z. B. körperliche Beeinträchtigung), sondern durch Barrieren in der Umwelt, die es Menschen mit Beeinträchtigungen nicht erlauben, gleichberechtigt in der Gesellschaft teilzuhaben.
„Je ungünstiger die Umweltbedingungen sind, desto eher erhält eine Beeinträchtigung das Gewicht der Behinderung. Dementsprechend sind in sozio-ökonomisch benachteiligten Milieus relativ große Anteile an Behinderungen zu erwarten.“
Insoweit eine Einschränkung der kognitiven Leistungsfähigkeit gegeben ist, ist die Abgrenzung zwischen Körperbehinderung und kognitiver Behinderung unscharf; sie wird unter anderem daran festgemacht, inwieweit körperliche Beeinträchtigungen des Gehirns Ursache für die reduzierte kognitive Leistungsfähigkeit sind. Körperliche Behinderung kann auch Teil einer Mehrfachbehinderung sein.

## Körperbehinderung und Gesellschaft

### Deutschland
Ab einem gewissen Grad der Beeinträchtigung besteht Anspruch auf einen Schwerbehindertenausweis, der – teilweise nur in Verbindung mit dem entsprechenden Vermerk – zum Nachteilsausgleich berechtigt, wie etwa steuerliche Erleichterungen, die Benutzung von Behindertenparkplätzen, den Europaschlüssel oder die kostenlose Beförderung im ÖPNV. Durch das Bundesteilhabegesetz haben Menschen mit Behinderung seit 2020 einen Rechtsanspruch auf Assistenz, z. B. in Form von Persönlicher Assistenz (SGB IX, § 78, 81 und 113 bis 116).

Es gibt besondere Frühfördereinrichtungen, Kindergärten, Schulen, Berufsausbildungen sowie Behindertenwerkstätten. Die Körperbehindertenpädagogik ist eine Unterdisziplin der Sonderpädagogik, die sich mit der Erziehung und Bildung von körperbehinderten Personen befasst.

### USA
Die Vereinigten Staaten von Amerika sind auf dem Gebiet der Anti-Diskriminierungsgesetzgebung vorbildlich. So wurde im Jahre 1990 der Americans with Disabilities Act (ADA) erlassen. Dieses Bundesgesetz gesteht jedem Menschen mit Behinderung die vollen Bürgerrechte zu. Die Beschäftigungsmöglichkeiten von Menschen mit Behinderung lassen nach Michael Asley Stein und Jeanette Lord aber noch zu wünschen übrig.